# On Every Street
On Every Street là album thứ sáu của ban nhạc rock Dire Straits đến từ Vương quốc Anh, phát hành vào năm 1991. Không thành công được như album trước là Brothers in Arms, On Every Street bán được khoảng 8 triệu bản trên khắp thế giới.
Sau khi ban nhạc tan rã vào năm 1995, Mark Knopfler theo nghiệp hát solo và phát hành album đầu tiên của anh Golden Heart vào năm 1996.

## Danh sách các bài trong album
(các bài đều do Mark Knopfler hát)
1. "Calling Elvis" – 6:26
2. "On Every Street" – 5:04
3. "When It Comes to You" – 5:01
4. "Fade to Black" – 3:50
5. "The Bug" – 4:16
6. "You and Your Friend" – 5:59
7. "Heavy Fuel" – 5:10
8. "Iron Hand" – 3:09
9. "Ticket to Heaven" – 4:25
10. "My Parties" – 5:33
11. "Planet of New Orleans" – 7:48
12. "How Long" – 3:49

Các bài hát thêm:
1. Millionare Blues
2. Kingdome Come

## Tham gia
Dire Straits
- Mark Knopfler - hát, ghi ta
- Alan Clark - keyboard, đàn dây, chỉ huy
- Guy Fletcher - ghi ta, keyboards, hát nền
- John Illsley - ghi ta bass

Những người tham gia khác
- Danny Cummings - bộ gõ
- Paul Franklin - pedal steel
- Vince Gill - ghi ta, hát nền
- Manu Katche - bộ gõ, trống
- George Martin - chỉ huy
- Phil Palmer - ghi ta
- Jeff Porcaro - trống, bộ gõ
- Chris White - kèn flute, saxophone

## Sản xuất
- Nhà sản xuất: Mark Knopfler, Dire Straits
- Kỹ thuật: Chuck Ainlay, Bill Schnee
- Trợ lý kỹ thuật: Steve Orchard, Jack Joseph Puig, Andy Strange
- Hòa âm: Bob Clearmountain
- Điều phối viên dự án: Jo Motta
- Thiết kế: Sutton Cooper

## Xếp hạng
Album - Tạp chí Billboard (Bắc Mỹ)
| Năm  | Bảng          | Vị trí |
| ---- | ------------- | ------ |
| 1991 | Billboard 200 | 12     |

Đĩa đơn - Billboard (Bắc Mỹ)
| Năm  | Đĩa đơn         | Bảng            | Vị trí |
| ---- | --------------- | --------------- | ------ |
| 1991 | "Calling Elvis" | Mainstream Rock | 3      |
| 1991 | "Calling Elvis" | Rock Hiện đại   | 25     |
| 1991 | "Heavy Fuel"    | Mainstream Rock | 1      |
| 1991 | "Heavy Fuel"    | Rock Hiện đại   | 22     |
| 1992 | "The Bug"       | Mainstream Rock | 8      |